# Conostomum pentastichum
Conostomum pentastichum är en bladmossart som beskrevs av Lindberg 1863. Conostomum pentastichum ingår i släktet Conostomum och familjen Bartramiaceae. Inga underarter finns listade i Catalogue of Life.